# Kanadische Unihockeynationalmannschaft

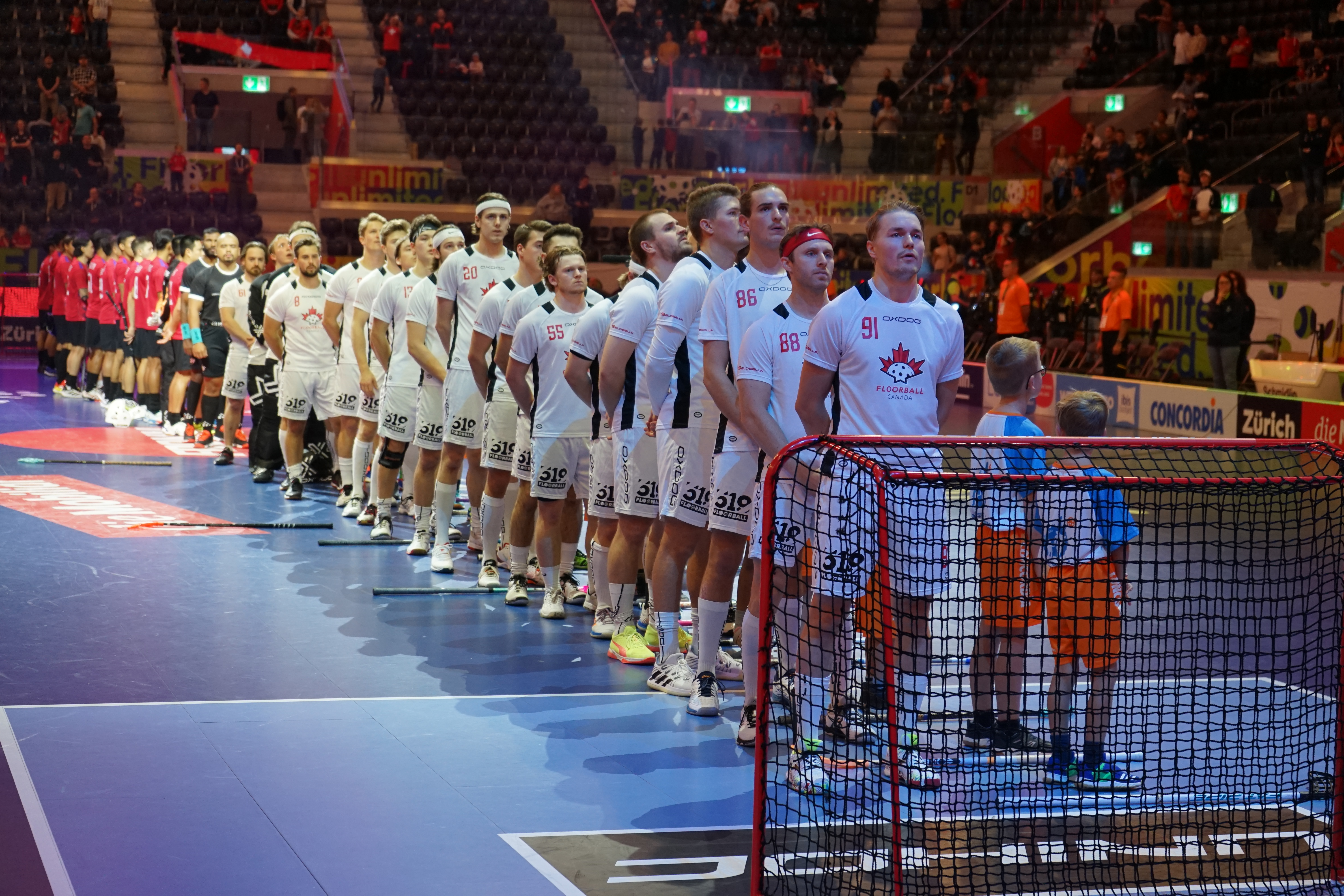
Kanadische Nationalmannschaft an der Weltmeisterschaft 2022 in Zürich

Die kanadische Floorballnationalmannschaft präsentiert Kanada bei Länderspielen und internationalen Turnieren in der Sportart Floorball (auch bekannt als Unihockey).
2001 wurde der nationale Floorballverband Canada Floorball gegründet und in die International Floorball Federation aufgenommen. 2004 folgte die erste Teilnahme an einer Weltmeisterschaft mit Platz 21 in der C-Division (2. Platz).

## Platzierungen

### Weltmeisterschaften
| WM   | Austragungsort(e)                              | Platz                           |
| ---- | ---------------------------------------------- | ------------------------------- |
| 1998 | Brünn, Prag                                    | keine Teilnahme                 |
| 1998 | Brünn, Prag                                    | keine Teilnahme                 |
| 2000 | Drammen, Oslo, Sarpsborg                       | keine Teilnahme                 |
| 2002 | Helsinki                                       | keine Teilnahme                 |
| 2004 | Zürich, Kloten                                 | 21. Platz (C-Division 2. Platz) |
| 2006 | Helsingborg, Malmö, Botkyrka, Solna, Stockholm | 24. Platz (C-Division 4. Platz) |
| 2008 | Ostrava, Prag                                  | 23. Platz (C-Division 3. Platz) |
| 2010 | Helsinki, Vantaa                               | 11. Platz                       |
| 2012 | Zürich, Bern                                   | 13. Platz                       |
| 2014 | Göteborg                                       | 12. Platz                       |
| 2016 | Riga                                           | 12. Platz                       |
| 2018 | Prag                                           | 11. Platz                       |
| 2021 | Helsinki                                       | 12. Platz                       |
| 2022 | Zürich, Winterthur                             | 12. Platz                       |
| 2024 | Malmö                                          | 16. Platz                       |

### World Games
| WM   | Austragungsort(e) | Platz              |
| ---- | ----------------- | ------------------ |
| 2017 | Breslau           | nicht qualifiziert |
| 2022 | Birmingham        | 6. Platz           |
| 2025 | Chengdu           | 6. Platz           |